# ريتشارد واشنطن
ريتشارد واشنطن (بالإنجليزية: Richard Washington)‏ مواليد 15 يوليو 1955 في بورتلاند، هو لاعب كرة سلة أمريكي معتزل. بدأ مسيرته الاحترافية في سنة 1976. تم اختياره من قبل فريق سكرامنتو كينغز خلال الدرافت. حمل الرقم 31. يبلغ طوله 6 قدم 11 بوصة (2.1 م). اعتزل اللعب في 1982. أحرز خلال مسيرته في الإن بي إيه 3456 نقطة بمعدل 9.8 نقاط في المباراة الواحدة.

## المسيرة الاحترافية
لعب مع سكرامنتو كينغز من سنة 1976 إلى 1979، ثم لعب مع ميلووكي باكز في موسم 1979–1980، ثم لعب مع دالاس مافيريكس في سنة 1980، ثم لعب مع كليفلاند كافالييرز من سنة 1980 إلى 1982.

## روابط خارجية
- ريتشارد واشنطن على موقع إن بي أي (الإنجليزية)
- ريتشارد واشنطن على موقع سبورتس رفرنس (الإنجليزية)
- ريتشارد واشنطن على موقع كلية كرة السلة في سبورتس رفرنس.كوم (الإنجليزية)
- ريتشارد واشنطن على موقع ريلجم (الإنجليزية)
- ريتشارد واشنطن على موقع بروبوليرز (الإنجليزية)